# Anweisungen an die Krokodile
Anweisungen an die Krokodile ist ein Roman von António Lobo Antunes. Er erschien 1999 in der portugiesischen Originalausgabe als Exortação aos Crocodilos im Verlag Publicacoes Dom Quixote, Lissabon, und im selben Jahr auf Deutsch in der Übersetzung von Maralde Meyer-Minnemann im Luchterhand Literaturverlag München. Es ist Lobo Antunes vierzehnter Roman.

## Einordnung in das Gesamtwerk
Neben dem „Handbuch der Inquisitoren“ von 1997 ist die „Anweisung an die Krokodile“ ein weiterer Roman über Macht, Machtverlust und die Auswirkungen der Nelkenrevolution auf die politischen Gegner. Die Struktur ähnelt dem 1983 erschienenen, bis dahin erfolgreichsten Roman „Fado Alexandrino“. Nur sind es darin vier männliche Akteure, die ihre Sicht auf die Zeit in den Unabhängigkeitskriegen in Angola, im faschistischen Salazar-Regime in Portugal und nach der Nelkenrevolution in Monologen wiedergeben.

## Aufbau und Inhalt
Vier Frauen erzählen von ihrem Leben als Gattin, Verlobte, Witwe und Patennichte mit Terroristen, die einen Putsch nach der Nelkenrevolution 1974 in Portugal planen.
Mit Mimis Erinnerung an die Kindheit und einem verheißungsvollen Versprechen der Großmutter Mama Alicia durch das Rezept der Coca-Cola reich zu werden beginnt der 32 Kapitel umfassende Roman und setzt sich regelmäßig fort, in dem 3 weitere Frauen abwechselnd zu Wort kommen, ohne jedoch Verantwortung und Schuld für ihre Männer auf sich zu nehmen. Mimi ist seit ihrer Kindheit schwerhörig und lebt mit ihrem Mann in der Villa in der die Beteiligten einer konspirativen rechtsextremen Gruppe „die Krokodile“ ein und aus gehen. Die Schwerhörigkeit dient ihrem Mann dazu, ihre Anwesenheit bei zwielichtigen Treffen zu entschuldigen. Mimi schweigt zu den Ehebrüchen ihres Mannes und serviert lächelnd den Tee zu den Mordplänen. Dieses Schweigen und die Flucht in die Häuslichkeit ist Mimis Leitmotiv, dass im Roman für sie entworfen ist. Die Ereignisse gehen auf die Zeit um 1974 nach der Nelkenrevolution in Portugal zurück, wonach, unterstützt durch das Franco-Regime in Spanien, Putschversuche stattfinden.
Fatimas Erzählung im zweiten Kapitel gibt Aufschluss darüber, dass sie geschieden ist und nun bei ihrem Patenonkel untergekommen ist, jedoch ohne dass sie die Zärtlichkeiten und Küsse dieses Mannes möchte, der absurderweise Bischof ist. Fatima ist sonnenscheu und hält sich für ungenießbar. Sie will weder die infantile Liebe ihres immer noch werbenden Exmannes neu ertragen, noch die Fummelei ihres Patenonkels erwidern. Nebenbei wird ein Attentat per Autobombe auf einen kommunistischen Priester geplant und ausgeführt, was der Bischof mit einer wiederholenden Formel: „es ist heiliger Krieg“ rechtfertigt. Später lässt Fatima ihren Exmann durch die Schergen des Bischofs umbringen. Das Motiv lichtscheu entbindet sie scheinbar davon Zeugnis abzulegen.
Celina kommt in Kapitel drei zu Wort und beschreibt aus der Sicht eines kleinen Mädchens das Fremdgehen ihrer Mutter. Celina wird dann selbst zur Konkubine und Rivalin von Mimi und macht sich dabei Sorgen über das Altern und ihre Schönheit, die Angst vor Falten, der Kampf gegen den eigenen Verfall ist bis zum Ende größer als der Tod, wozu sie im Kapitel 31 einräumt: [falls es nach dieser Nacht noch weiter Leben geben sollte und mir ist es piepegal, ob es das noch geben wird, ich bin schön...].
Simones Erinnerung an die Kindheit wird zu einem Traum aus dem sie nun stark übergewichtig in der Garage des Chefs ihres Verlobten erwacht und in Spanien untertauchen soll. Ihr Verlobter ist der Chauffeur und Autobombenleger. Ihr Traum ist es, vom Geld für diverse Attentatsbomben ein Café zu eröffnen und so der Armut zu entkommen. Selbstekel und geplatzte Chancen stehen leitmotivisch für Simone.
Dieses Quartett entspricht einem archetypischen Rollenspiel von Bürger, Mönch, Kämpfer und Bettelmann. Wobei Lobo Antunes sich wohl am ehesten mit der Rolle von Mimi und ihrer orangen Clownsperrücke zu identifizieren vermag, ist er doch selbst schwerhörig, seit der Rückkehr aus dem Angolakrieg.
So streng diese Konstruktion des Romans erscheinen mag, so offen amorph jedoch ist das Zusammenspiel der Figuren auf mehreren Zeitebenen, der Wechsel von Figurenrede, surrealer Traumsequenz und politischen Gegenwärtigkeiten. Antunes Frauenfiguren eignen sich dabei besonders für den nach innen gerichteten Blick, weil ihnen jegliche generative Haltung und weise Vorausschau fehlt.
Der Roman löst sich in scheinbar surreale Handlungen auf. Die Villa, in der sich die Krokodile treffen, fliegt in die Luft. Mimi führt bereits verstorben nach der Explosion im 29. Kapitel aus [...und über dem Frieden der Glocken ein Soldat in Uniform oder ein Mann mit Pappbrille und Karnevalsnase, der sich zu uns (Celina und Mimi) herunterbeugte und versicherte, daß ich gestorben war. …] Fatima kommt im Kapitel 30 zum letzten Mal zu Wort: [...ich kann wunderbar sterben, rühre mich nicht, und alles würde ganz ernst, … ich würde ein bisschen sterben, nur um des Vergnügens willen. …] Die Stimmen der Frauen bleiben also über ihren Tod hinaus erhalten. Simone kommt im Schlusskapitel in Form eines Briefs an ihre verhasste Schulfreundin Gisela zu Wort und schildert ihre Sicht über den verlorengegangenen Traum des eigenen Cafés und als Racheakt für das Desinteresse und die Demütigungen, mit der Aussicht, dass sie, Gisela, von der Bombe nichts merken wird, da der Brief erst dann im Kasten liegt, wenn das Haus nur noch Schutt und Asche ist. Somit fließt noch einmal die Täter- und Opferposition in Simones Schlussbrief ineinander. Es gibt schließlich kein Verbrechen, das jeder Mensch unter bestimmten Umständen, Zwängen und Voraussetzungen nicht auch begehen würde.

## Interpretation
In Antunes Roman gibt es keine Helden oder Antihelden, sondern nur Akteure, die aus ihrer unaufgeklärten Sicht, nämlich die von vier Frauen zwar das politische Handeln beschreiben aber dabei in ihr eigenes Leiden verstrickt sind und aus seltsam grotesken Gründen (Häuslichkeit, Familie, Liebe) an die Täter gebunden sind, dass sie sich nicht lösen können. So ist der Mangel an Verantwortlichkeit oder gar die Mittäterschaft Grund dafür, dass eine literarische Identifikation des Lesers mit den Heldinnen kaum möglich ist.
Darüber hinaus werden die Akteure wenig charakterisiert, stattdessen ist deren monologische Wahrnehmung umso genauer nachgezeichnet. Die Innenwelten, der Realitätsverlust, die Neurosen der vier Frauen ersetzen die klassischen Techniken des Erzählens. An die Stelle von Ursache und Wirkung tritt Leitmotiv und Assoziation.

## Sprachstil
kaleidoskopartig versus formelhaft
Lobo Antunes fügt Passage um Passage aneinander, welche aus Traumsequenzen, Erinnerungshäppchen und Kindheitsepisoden bestehen. Dann folgt wieder eine kurze prägnante wörtliche Rede im Präsens oder gar als Imperativ, welche den Leser zurückholt in die Gegenwart. Die dabei eingestreut verwendete wörtliche Rede erhält durch die teilweise Wiederholung etwas Formelhaftes: [...Ich will Fatima zurück, Herr Bischof...], wiederholt der geschiedene Mann unterbrochen durch Beobachtungen, Rückblenden und Nebenhandlung. Dadurch findet die Geschichte auf mehreren Ebenen statt. Als Bild für das Auf und Ab der vier Frauenstimmen gerät oft Portugals großer Fluss der Tejo als Metapherstrom in die Beschreibungen. [...zum Tejo hin beginnt der Abend, die Karten der Rentner lösen sich in der Dämmerung auf, und nur die Mützen dauern über der Trägheit der Schwäne fort, wenn es im Haus meiner Eltern dämmerte, erstickte uns die Merces-Kirche mit dem Gewicht ihrer Steine, erstickte sie auch die Unruhe meiner Mutter und die Wut meines Vaters im Wohnzimmer. ...]
mikroskopartige Beschreibungen
Das größte Talent Lobo Antunes liegt darin, Situationen anhand winziger Details charakterisierend wiederzugeben. In Kapitel 13
[...geradewegs zur Flasche in der Anrichte, die Hand zitterte am Korken, die Hälfte des Glases breitete sich auf der Hemdbrust aus, ich glaubte er würde weinen, aber er weinte nicht, goß sich nur noch mit den ruckartigen Gesten einer Aufziehpuppe mehr Wein ein...]; [...zum Glück hatte er das Bett nicht bemerkt und auch nicht die fehlenden Kacheln, die der Klempner in der Küche herausgenommen hatte, und an denen zwei Kolonnen Ameisen auf dem Putz entlangliefen, eine aufwärts, eine abwärts, und einander grüßend mit den Fühlern berührten, bevor sie ihren Weg fortsetzten....]
Anwesenheit am Niemandsort
Immer wieder werden atmosphärisch dicht, hässliche, kaputte, dem Verfall preisgegebene Orte, präzise bis in die Geräuschwelt hinein eingefangen: [...ein paar von Ihrem Besitzer verlassene Straßenköter heulten in einem aufgegebenen Landgut den Tod an, wurmstichige Kirschbäume, Unkraut, der Flaschenzug des Brunnens hatte kein Seil mehr, in der Ferne vielleicht ein Haus ohne Dachziegel, in dem ein oder zwei Rollläden im Wind schlugen, und ein umgestürzter Eimer auf den Fliesen im Hof....]

## Deutsche Ausgaben
- António Lobo Antunes: Anweisungen an die Krokodile. Aus dem Portugiesischen von Maralde Meyer-Minnemann. Luchterhand, München 1999, ISBN 3-630-87035-X
- António Lobo Antunes: Anweisungen an die Krokodile. Aus dem Portugiesischen von Maralde Meyer-Minnemann. Fischer-Taschenbuch-Verlag, Frankfurt am Main 2001, ISBN 3-596-14841-3